# Дубовицкий, Абрам Яковлевич
Абрам Яковлевич Дубовицкий (12 апреля 1923, Лубны, Полтавская губерния — 10 января 2007, Москва) — советский и российский математик, доктор физико-математических наук, специалист в области оптимального управления и прикладной математики (главным образом, связанной с задачами химической физики).

## Биография
Родился в Лубнах, в семье ломового извозчика Якова Григорьевича Дубовицкого, старосты местной артели биндюжников. Учился в городской украинской школе № 3. В годы Великой Отечественной войны — в танковых войсках, лейтенант. Два его брата — Семён (слесарь) и Борис (токарь) — также служили в действующей армии, оба погибли осенью 1941 года. Родители, вместе с женой и дочерью брата, были расстреляны в ходе убийств еврейского населения оккупационными немецкими войсками 16 октября 1941 года в противотанковом рву в пойме реки Сулы.
В апреле 1945 г. был демобилизован как инвалид Великой Отечественной войны и в том же году поступил на механико-математический факультет Московского государственного университета.

## Научная деятельность
К важным математическим результатам относится теорема об особенностях гладких отображений, установленная в его дипломной работе, которая нашла применение в теории гладких многообразий. Совместно с А. А. Милютиным им была построена общая теория исследования экстремальных задач при наличии ограничений и установлен принцип максимума Понтрягина в ряде задач, в частности, для задач с фазовыми ограничениями.
К основным достижениям в области прикладной математики относится создание эффективного метода численного решения уравнений химической кинетики с использованием медленных колебаний.

## Семья
Жена — Александра Ивановна Прихоженко (математик).
Сыновья — Дмитрий Абрамович Дубовицкий (27.12.1951 — ?) и Владимир Абрамович Дубовицкий (математик, р. 12.10.1953).